# Терсак
Терса́к (фр. Terssac, окс. Terçac) — коммуна во Франции, находится в регионе Юг — Пиренеи. Департамент — Тарн. Входит в состав кантона Альби-3. Округ коммуны — Альби.
Код INSEE коммуны — 81297.

## География
Коммуна расположена приблизительно в 550 км к югу от Парижа, в 65 км северо-восточнее Тулузы, в 6 км к западу от Альби.
На севере коммуны протекает река Тарн, а также её небольшой приток — река Каррофуль.

## Климат
Климат умеренно-океанический. Зима мягкая и дождливая, лето жаркое с частыми грозами. Ветры довольно редки.

## Население
Население коммуны на 2010 год составляло 1023 человека.
| 1962 | 1968 | 1975 | 1982 | 1990 | 1999 | 2010 |
| ---- | ---- | ---- | ---- | ---- | ---- | ---- |
| 320  | 419  | 515  | 820  | 822  | 908  | 1023 |

## Администрация
| Период | Период | Фамилия        | Партия | Примечания |
| ------ | ------ | -------------- | ------ | ---------- |
| 2001   | 2008   | Мишель Альбине |        |            |
| 2008   | 2014   | Жан-Филипп Рок |        |            |
| 2014   | 2020   | Робер Азаи     |        |            |

## Экономика
В 2007 году среди 653 человек в трудоспособном возрасте (15—64 лет) 473 были экономически активными, 180 — неактивные (показатель активности — 72,4 %, в 1999 году было 72,8 %). Из 473 активных работали 449 человек (230 мужчин и 219 женщин), безработных было 24 (14 мужчин и 10 женщин). Среди 180 неактивных 41 человек были учениками или студентами, 92 — пенсионерами, 47 были неактивными по другим причинам.

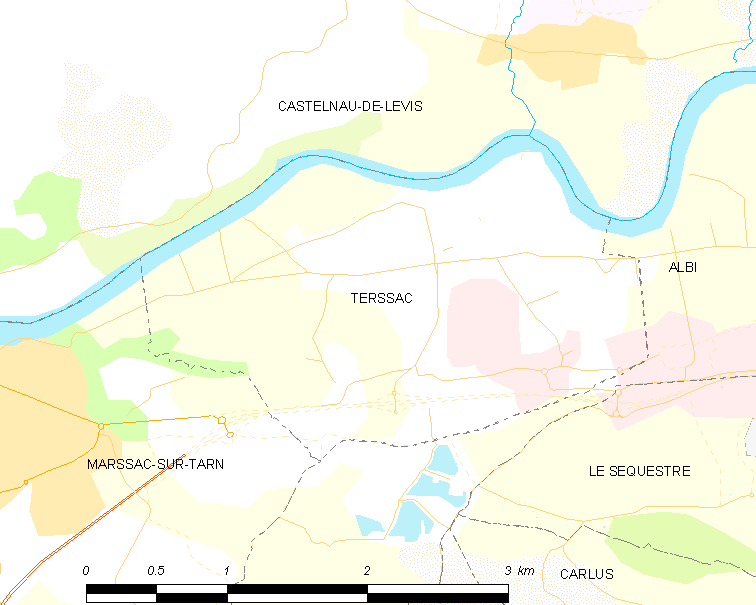
Карта коммуны